# C-341
La  C-341  era una carretera comarcal que comunicaba Campillos con Jimena de la Frontera, pasando por Ronda. 

## Nomenclatura
La antigua carretera C-341 pertenecía a la red de carreteras comarcales del Ministerio de Fomento. Su nombre está formado por: C, que indica que era una carretera comarcal de nivel estatal; y el 341 es el número que recibe según el orden de nomenclaturas de las carreteras comarcales, según donde comiencen, su distancia a Madrid y si son radiales o transversal respecto a la capital.

## Historia
Empezaba en la actual carretera  A-357  (Carretera del Guadalhorce) a la altura del embalse del Guadalteba y se dirigía en dirección suroeste hacia Ronda, terminando en Jimena de la Frontera en el enlace con la  C-3331  (Jerez de la Frontera-San Roque).

## Trazado actual
Ha sido traspasada a la Junta de Andalucía y dividida en las carreteras  A-367 ,  A-369  y  A-405 .
- Datos: Q5736629